# Vasilij Vasil'evič Vereščagin
Vasilij Vasil'evič Vereščagin (in russo Васи́лий Васи́льевич Вереща́гин?; Čerepovec, 26 ottobre 1842 – Port Arthur, 13 aprile 1904) è stato un pittore russo.
Ampiamente conosciuto all'estero, fu un importante artista di guerra, unico tra i pittori russi dell'epoca ad essere insignito dell'Ordine di San Giorgio. L'estremo realismo delle sue opere relative alla guerra provocò l'ostracismo di una parte dell'intellighèntsija russa verso di esse.

## Biografia

### Infanzia e apprendistato

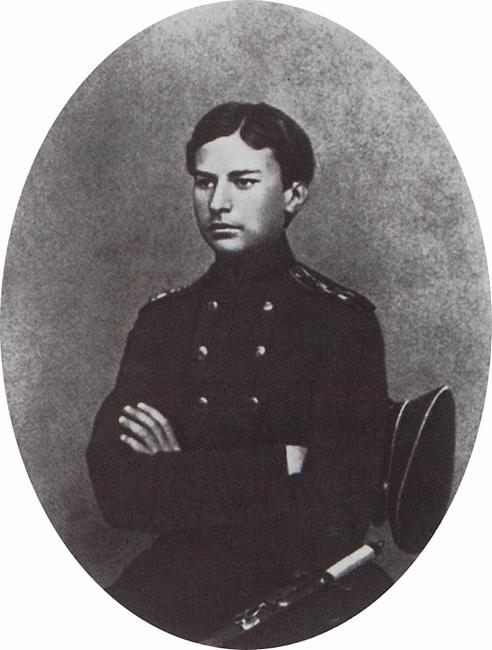
Vereščagin cadetto

Vasilij Vereščagin nacque il 26 ottobre 1842 a Čerepovec, presso il Governatorato di Novgorod. Suo padre era un proprietario terriero di origini nobili. Vereščagin ebbe tre fratelli: Nikolaj, Sergej e Aleksandr. Il primo divenne famoso come il "padre del burro di Vologda", mentre gli altri due intrapresero la carriera militare. Quando Vasilij compì otto anni fu mandato a Carskoe Selo al fine di entrare nel corpo dei cadetti. Tre anni dopo fece ingresso nei cadetti della Marina Imperiale a San Pietroburgo. Partecipò al primo viaggio nel 1858. Servì nella fregata "Kamčatka", la quale navigò alla volta della Danimarca, della Francia e dell'Egitto.
Durante la sua esperienza in marina, Vereščagin sviluppò un grande interesse per la geografia. Nel tempo libero lesse ripetutamente "La fregata Pallada", resoconto di viaggio di Ivan Gončarov. Nel corso delle ultime due estati passate tra i cadetti, grazie agli alti voti conseguiti, il futuro pittore poté partecipare ad alcune crociere in Europa occidentale. Fu durante questi viaggi all'estero che egli conobbe gli scritti di Aleksandr Herzen.
Vereščagin si diplomò nel 1860, risultando il migliore studente della propria classe, ma subito dopo decise di lasciare il servizio. Entrò quindi all'Accademia Imperiale di belle arti. Oltraggiato da tale scelta, il padre di Vereščagin decise di togliergli ogni assistenza materiale. Nonostante l'assenza del sostegno familiare, nel 1863 il giovane pittore fu premiato dall'Accademia con due medaglie grazie al suo dipinto "Ulisse uccide i pretendenti". Tuttavia, nello stesso anno egli lasciò l'Accademia. Si recò nel Caucaso, dove si guadagnò da vivere attraverso lezioni d'arte ai figli degli ufficiali. Durante il suo soggiorno caucasico, Vereščagin riempì ben tre album di schizzi. Successivamente andò a Parigi, dove studiò sotto la guida di Jean-Léon Gérôme. La sua esperienza formativa parigina si concluse nel 1866 con la presentazione del dipinto "Duchobory cantano i propri salmi" al Salon.

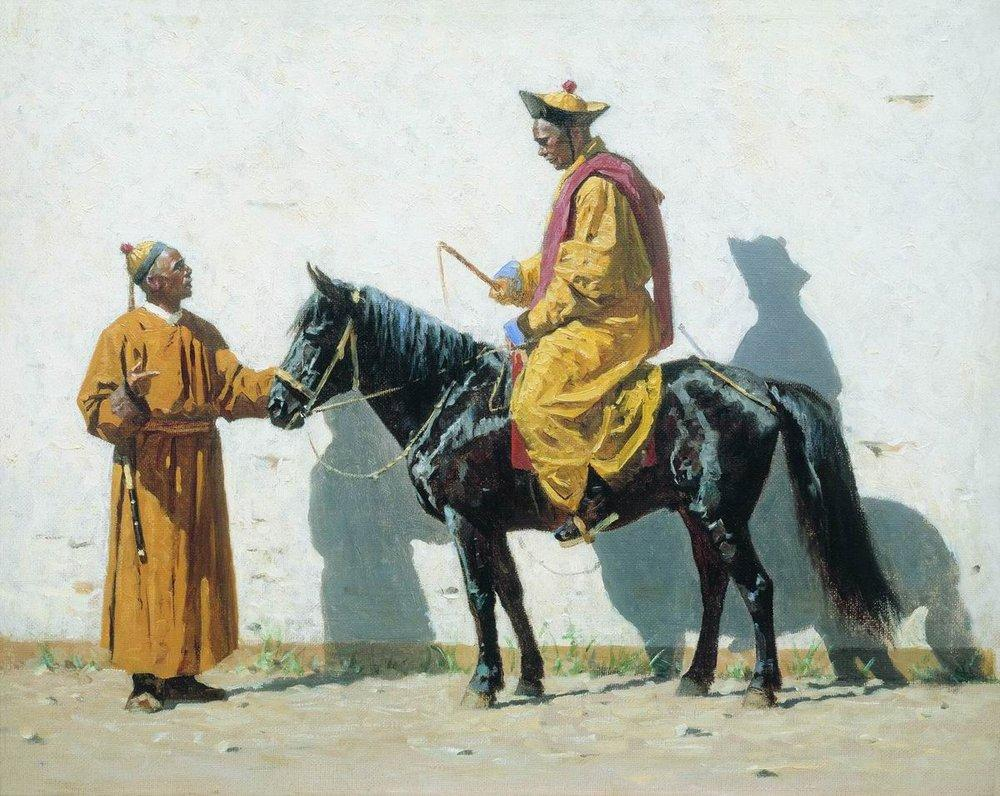
Lama calmucco (1869-1870)

### L'esperienza in Turkestan
Nell'estate del 1867, durante una conversazione, Vereščagin scoprì che Konstantin von Kaufman, nuovo governatore generale del Turkestan, voleva assumere un giovane topografo per il suo quartier generale a Tashkent. Si trattava di un lavoro soggetto ad un notevole disagio e pericolo, dal momento che le truppe russe erano ancora militarmente impegnate in una campagna nella zona. Ciononostante, Vereščagin desiderò ottenere l'incarico e ci riuscì. In agosto partì da Orenburg, raggiungendo la destinazione di Tashkent sei settimane dopo.
Nel 1868 il pittore partecipò all'assedio di Samarcanda (2-8 giugno). L'eroismo dimostrato gli valse l'onorificenza di Cavaliere di IV Classe dell'Ordine Imperiale di San Giorgio (unico tra i pittori russi). Vereščagin ottenne dal granduca Vladimir Romanov (lo stesso che aveva acquistato "Gli alatori del Volga" di Il'ja Repin) l'incarico di rappresentare le scene di battaglia asiatiche.

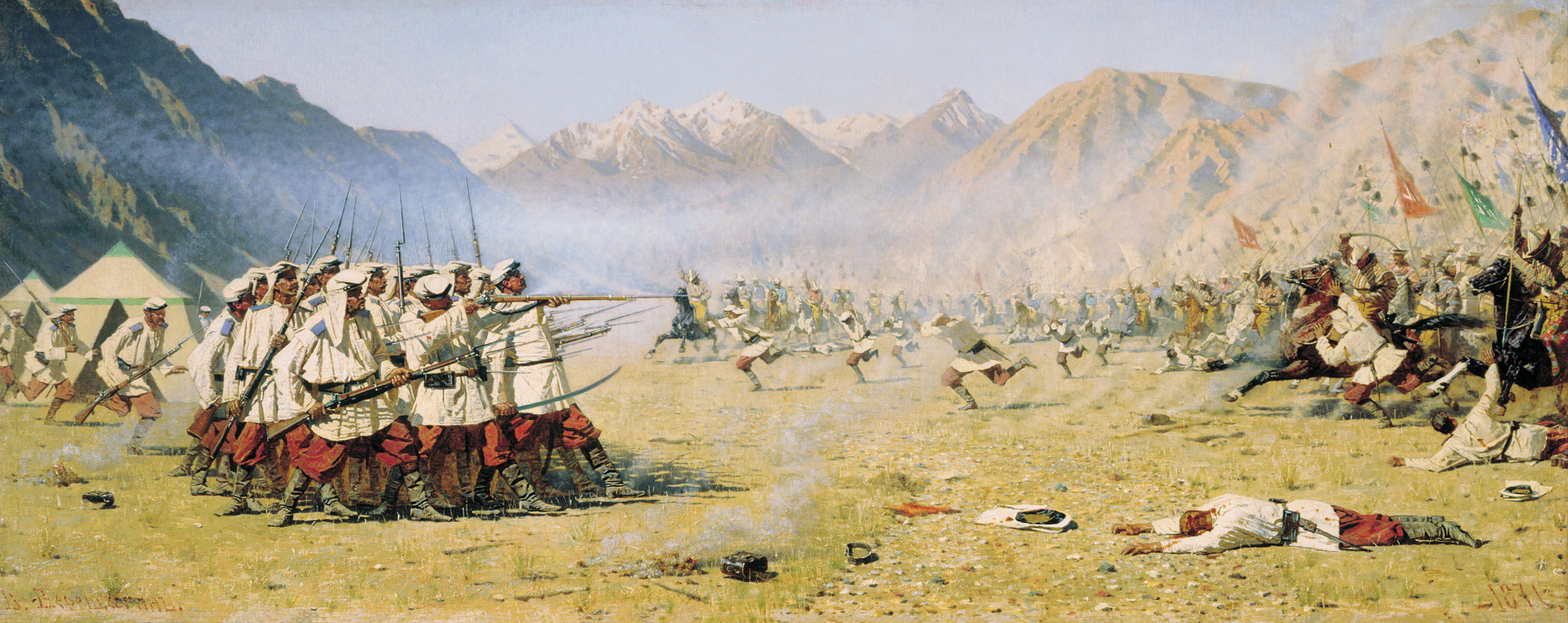
Attacco improvviso (1871)

Dopo l'assedio di Samarcanda, il pittore visse due brevi periodi di soggiorno a San Pietroburgo e Parigi prima di tornare in Turkestan, attraverso la Siberia, nel 1869. Nella primavera di quell'anno, presso la capitale imperiale, fu allestita una mostra etnografica dedicata al Turkestan. Oltre a manufatti, animali imbalsamati, campioni di minerali e costumi, furono presentati anche alcuni dipinti e schizzi di Vereščagin. La mostra fu visitata pure dello zar Alessandro II.
Contento del proprio pittore, nel 1870 il generale Kaufman gli offrì un soggiorno di tre anni all'estero al fine di tradurre in opere d'arte le recenti esperienze vissute in Asia centrale. L'obiettivo ufficiale dell'incarico era finalizzato a «presentare al mondo civilizzato la vita di popoli poco conosciuti e arricchire le conoscenze con materiali importanti per lo studio della regione». Tuttavia, lasciato taciuto era lo scopo, altrettanto importante, di placare i sospetti europei circa l'espansione coloniale dell'Impero russo.

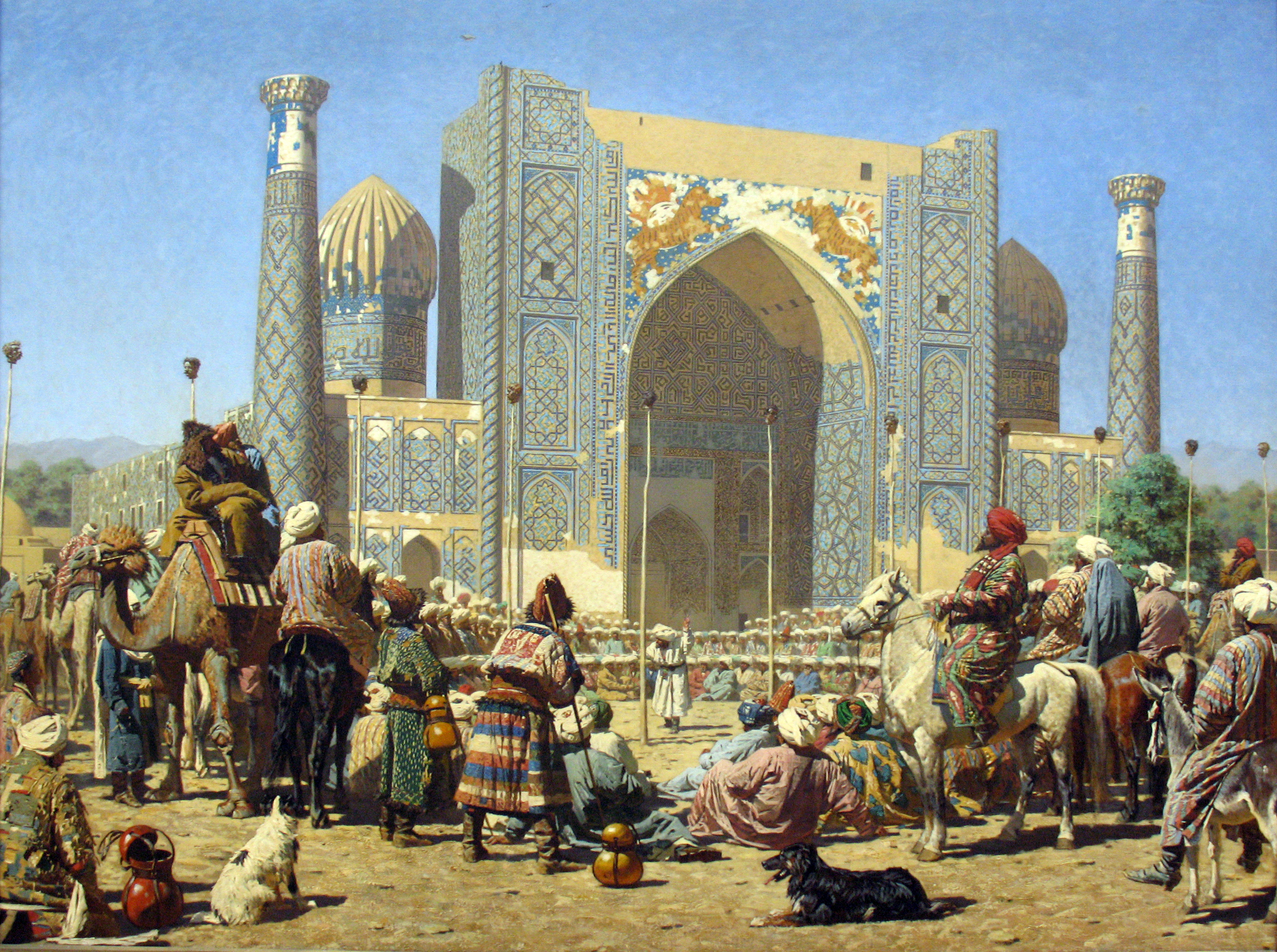
Gioiscono (1872)

Fu così che Vereščagin si trasferì a Monaco di Baviera, dove aprì un atelier. Lavorando freneticamente, nel 1873 arrivò a completare ben 35 tele. Nell'aprile dello stesso anno organizzò un'esposizione al Crystal Palace di Londra. La critica inglese sul suo lavoro si rivelò ampiamente positiva. Nel 1874 la serie di dipinti dedicati al Turkestan fu presentata in Russia. Il ministero degli interni organizzò un'esposizione, destinata a registrare un grande successo di pubblico. Folle molto numerose si recarono a visitare la mostra (nella prima settimana furono vendute trentamila copie del catalogo), tanto che i locali del ministero si rivelarono inadeguati al numero dei visitatori.
Nonostante il grande successo della mostra ed il plauso proveniente da diversi esponenti liberali dell'intellighèntsija, alcuni dipinti di Vereščagin attirarono l'ostilità degli intellettuali più nazionalisti e dello stato maggiore dell'esercito. Il pittore fu accusato di essere un traditore e di diffamare l'esercito imperiale. Fu montata anche una campagna per privarlo dell'Ordine di San Giorgio. Ciononostante, Vereščagin fu difeso persino dallo zar Alessandro II. Le opere furono poi acquistate da Pavel Tret'jakov e si trovano tuttora nella galleria da lui fondata.

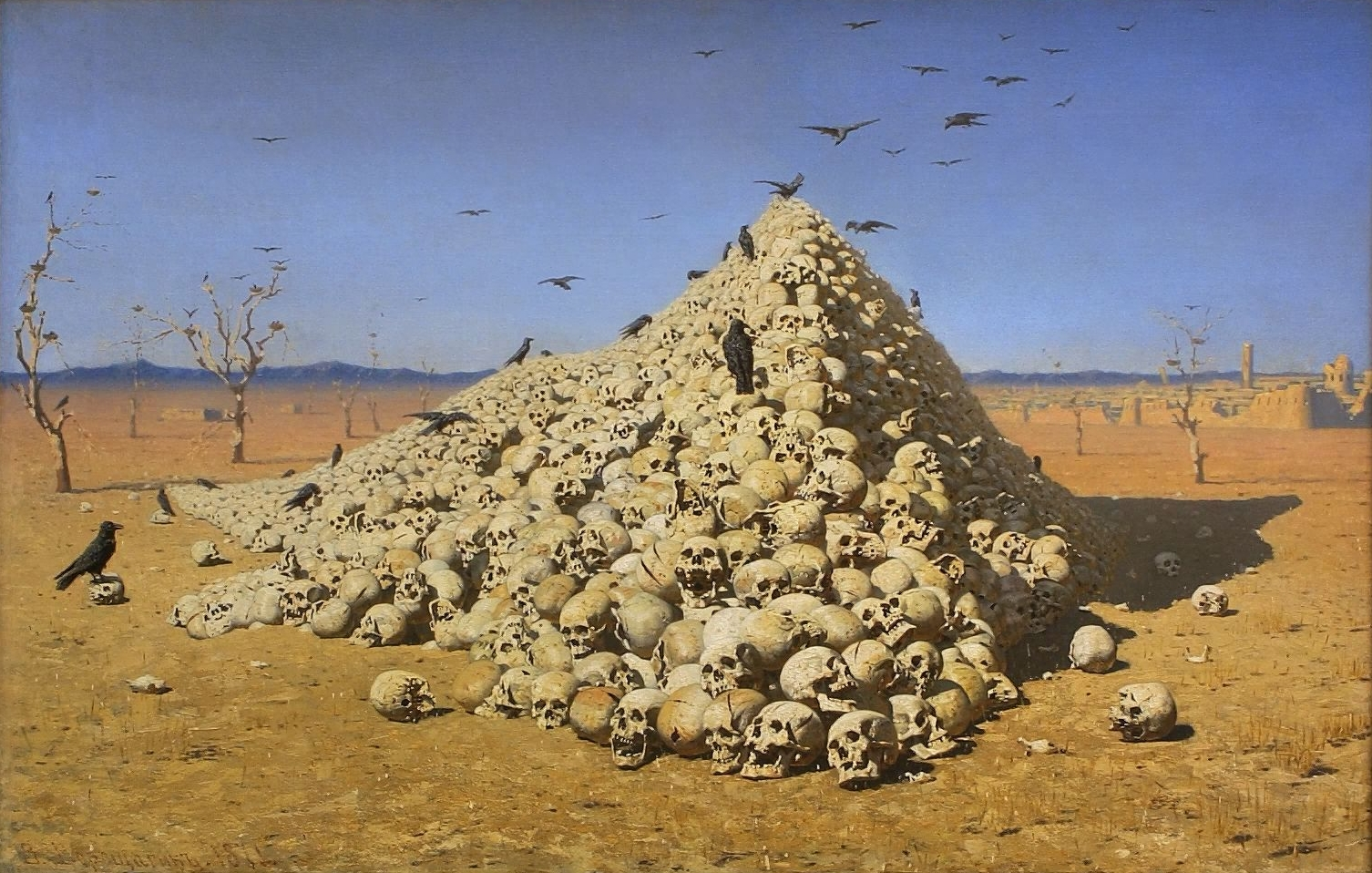
L'apoteosi della guerra (1871)

A suscitare l'indignazione dei nazionalisti e dello stato maggiore era stato il fatto che le immagini di guerra ritratte da Vereščagin rivelarono la violenza della guerra in modo molto radicale. Nei dipinti del pittore non era chiaro chi fosse più barbaro, se le truppe russe o gli antagonisti asiatici. Due delle tele della serie dedicata al Turkestan furono escluse dalla grande mostra pietroburghese per via del loro significato: la tela chiamata "L'apoteosi della guerra" (1871), raffigurante una piramide di teschi e recante la didascalia "dedicata a tutti i conquistatori: passati, presenti e futuri"; e quella intitolata "Soldato dimenticato", raffigurante un milite morente abbandonato dai suoi compagni.
«È essenziale sottolineare che entrambe le parti pregano lo stesso dio, - raccomandò Vereščagin al suo amico Vladimir Stasov che stava preparando un pezzo sulla mostra; - è infatti questo il significato tragico della mia arte». Lo stesso Stasov in seguito scrisse: «Ciò che il pubblico vedeva erano le due facce della guerra: la conquista militare e la sofferenza umana. I suoi dipinti furono i primi a far squillare la voce della protesta contro la barbarie della guerra imperiale». Molti anni dopo, nel 1897, persino il bellicoso kaiser Guglielmo II, nel corso di una mostra a Berlino, disse al pittore: «Vos tableaux sont la meilleure assurance contre la guerre».
La sensibilità dimostrata da Vereščagin nei confronti delle popolazioni dell'Asia centrale discendeva anche da ragioni familiari. La sua nonna paterna, infatti, era nata in una tribù turkmena. Benché la serie di dipinti dedicati al Turkestan sia divenuta famosa per via delle scene di guerra e delle diatribe che ne scaturirono, essa in realtà constava anche di dipinti paesaggistici, etnografici e di genere. In questi dipinti emergevano tuttavia alcuni motivi da alcuni ritenuti in linea con il pregiudizio europeo verso l'Oriente.

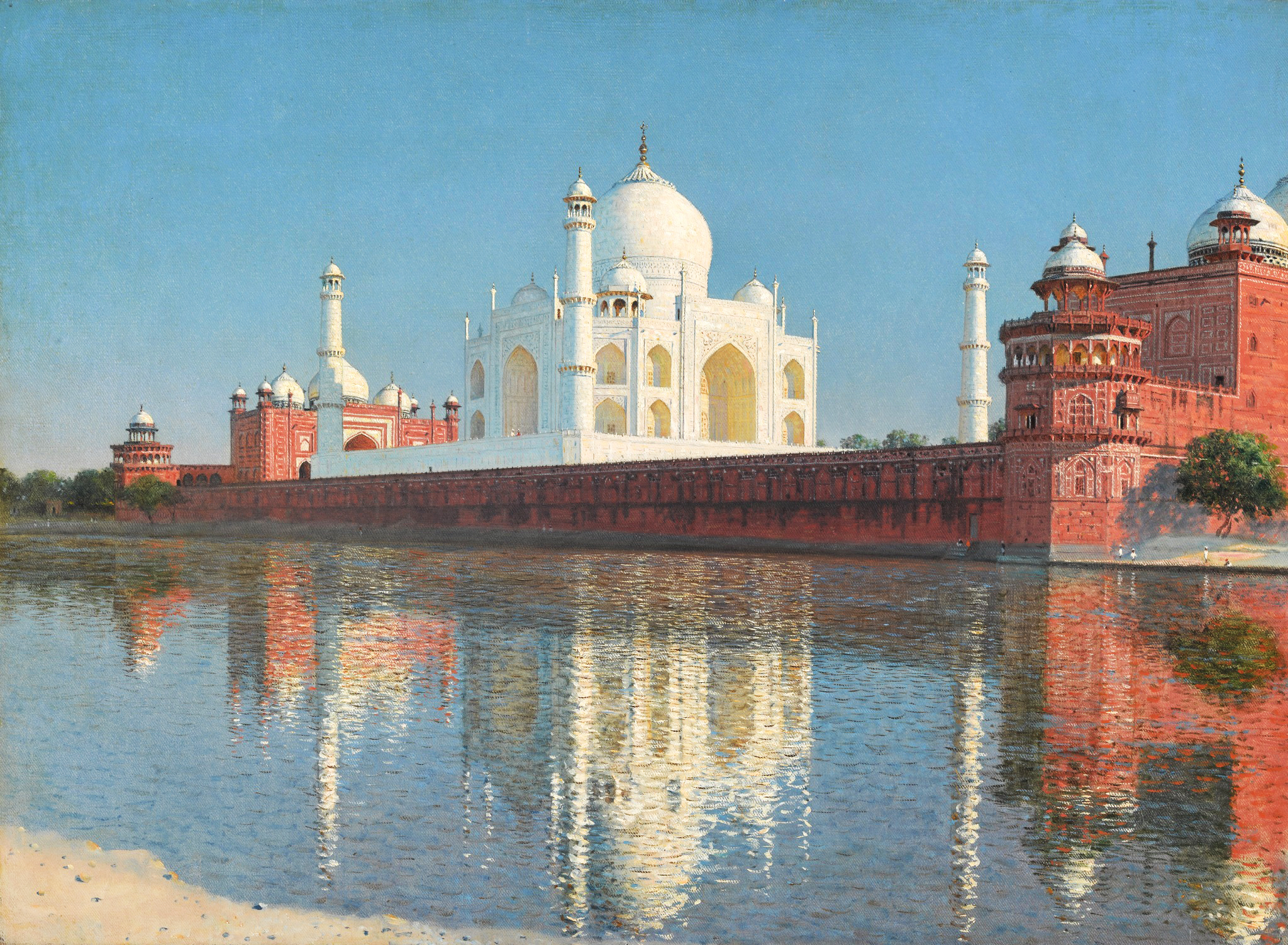
Mausoleo Taj Mahal (1874-1876)

### I viaggi in India e Tibet

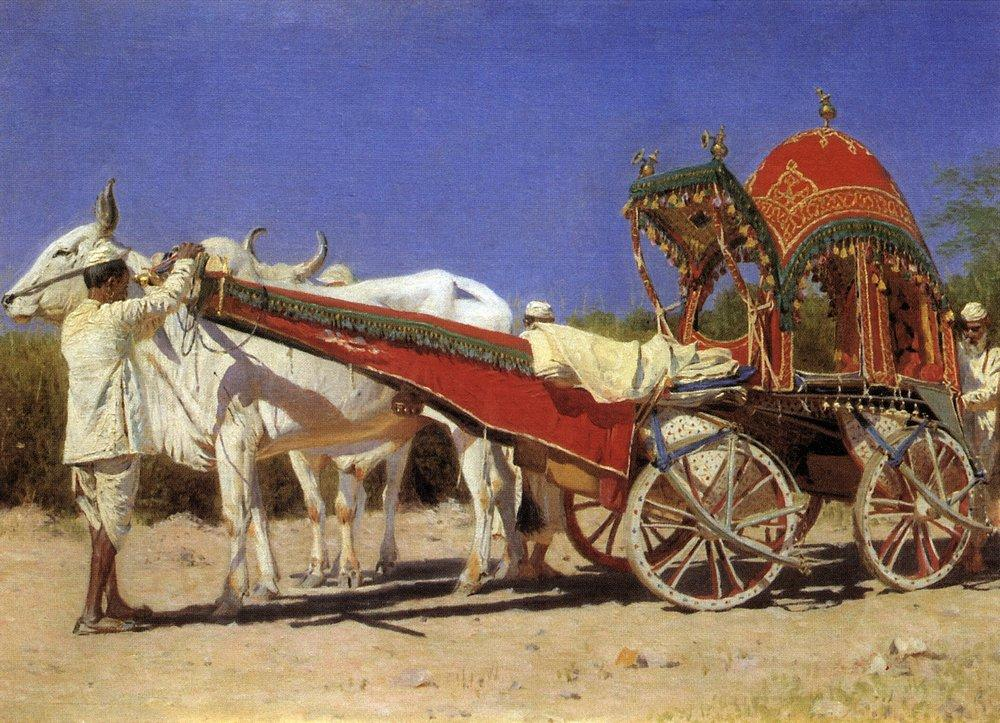
Veicolo di gente ricca a Delhi (1875)

Alla fine del 1874, forse in conseguenza delle polemiche e delle minacce subite in seguito alla mostra di San Pietroburgo, Vereščagin lasciò la Russia e si diresse nuovamente a Oriente, questa volta alla volta dell'India e del Tibet. Nel corso di questi viaggi il pittore fronteggiò ogni sorta di difficoltà: restò pericolosamente congelato nelle alture innevate dell'Himalaya; fu affetto da una febbre a causa del calore tropicale incontrato in India.
Nonostante gli inconvenienti, l'esperienza indo-tibetana si dimostrò molto produttiva per Vereščagin, che, in circa due anni di soggiorno, realizzò circa 150 schizzi relativi all'architettura indiana e numerosi dipinti, incluso quello dedicato al Taj Mahal di Agra. Nel corso della sua esperienza indiana il pittore visitò molti luoghi, a volte anche sconosciuti: per esempio, resta un grattacapo capire dove si trovi la "Adelnur" da cui è tratto il dipinto "Tempio brahmanico di Adelnur".
Oltre alla pittura di paesaggio, Vereščagin dedicò varie tele alla pittura di genere. Raffigurò peraltro i più vari tipi di persone, dai nomadi del Ladakh ai fachiri, dai mercanti agli aristocratici locali. Inoltre, egli era intenzionato a dedicare una serie di opere alla questione dell'acquisizione dell'India da parte dell'Impero britannico.
Il suo progetto prevedeva la realizzazione di un grande poema pittorico sul destino storico dell'India, cioè sulla sua trasformazione da potente nazione indipendente a colonia inglese. L'ambizioso progetto rimase parzialmente incompleto, sebbene alcuni pregevoli dipinti siano stati conclusi. Il più famoso tra questi è quello chiamato "La processione del principe di Galles in Jaipur nel 1876", considerato il terzo dipinto al mondo per dimensione e conservato presso il Victoria Memorial di Calcutta.
Vereščagin visitò tutta la zona dell'Himalaya, il Tibet e lo Stato principesco del Regno del Sikkim. Negli schizzi relativi a queste località il pittore diede risalto e quelle che gli apparirono essere «parentele architettoniche tra il Tibet e l'antica Rus'», come ebbe modo di scrivere a Stasov, che era da tempo impegnato a dimostrare il retaggio asiatico della cultura russa.

### La guerra russo-turca

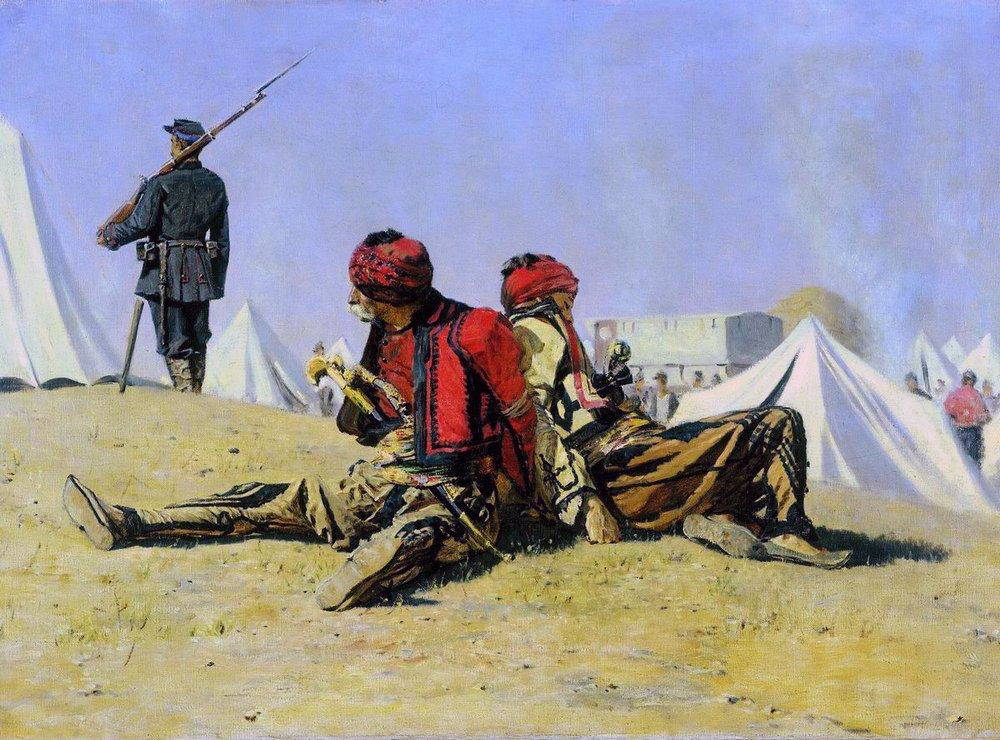
Due falchi (Basci-buzuki) (1878)

Conclusa l'esperienza indo-tibetana, sul finire nel 1876 Vereščagin si recò a Parigi. Mesi dopo, allo scoppio dell'ennesima guerra russo-turca, il pittore si sentì in dovere di riprendere il servizio attivo nell'esercito russo. Egli si unì ai combattenti nella convinzione che non fosse possibile rappresentare la realtà della guerra senza prendervi parte direttamente. Vereščagin assistette così a due dei momenti maggiormente decisivi del conflitto: la battaglia del passo di Šipka e l'assedio di Plevna, nel corso del quale venne ucciso uno dei suoi fratelli. Il pittore restò gravemente ferito a Rustchuk, nel corso della preparazione della traversata del Danubio. Al termine della guerra lavorò come segretario del generale Michail Skobelev a Santo Stefano.
Una volta tornato alla vita civile, Vereščagin si stabilì nuovamente a Monaco di Baviera, dove era già stato dopo l'esperienza in Turkestan. In Germania produsse le sue opere sulla guerra russo-turca con una tale velocità da essere accusato apertamente di utilizzare degli assistenti. Nonostante le accuse, le mostre realizzate a Parigi nel 1881 e poi a Londra, Berlino, Dresda e Vienna ebbero notevole successo. I soggetti dei dipinti di Vereščagin ed il loro scopo didattico, ossia la promozione della pace attraverso la rappresentazione degli orrori della guerra, attirarono anche un pubblico solitamente non interessato all'arte.

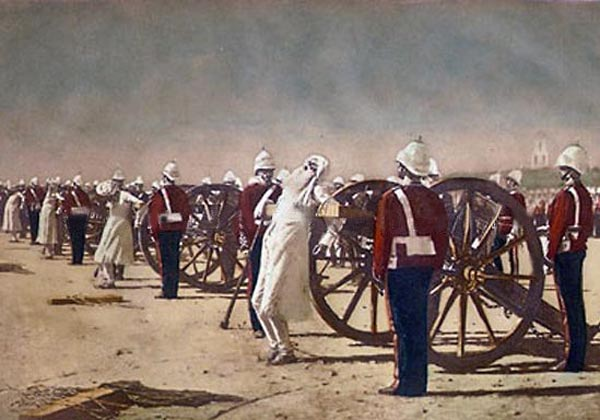
Soppressione della rivolta indiana da parte degli inglesi (1884)

### Il ritorno in Oriente
Nel periodo 1882-1883 Vereščagin soggiornò nuovamente in India. Suscitò molte controversie con il suo dipinto "Soppressione della rivolta indiana da parte degli inglesi", raffigurante la pratica delle esecuzioni di vittime legate alle canne dei cannoni (pratica nota in inglese con l'espressione "Blowing from a gun"). I detrattori di Vereščagin sostennero che questo tipo di esecuzioni si verificarono soltanto nel corso della Rivolta dei Sepoy occorsa nel 1857, mentre il dipinto raffigurava i soldati degli anni ottanta, sottintendendo che la pratica fosse comune. Vereščagin si difese nel corso di un'intervista sostenendo che, se vi fosse stata un'altra rivolta, gli inglesi avrebbero utilizzato nuovamente quella pratica.
Nel 1884 il pittore si recò in Siria e Palestina. Questo viaggio gli fornì l'ispirazione per realizzare una serie di dipinti incentrati sul Nuovo Testamento. Anche queste opere non furono scevre da polemiche, dovute soprattutto all'aspetto con cui fu raffigurato Gesù, giudicato eccessivamente rozzo e marcatamente semita.

### Gli ultimi anni

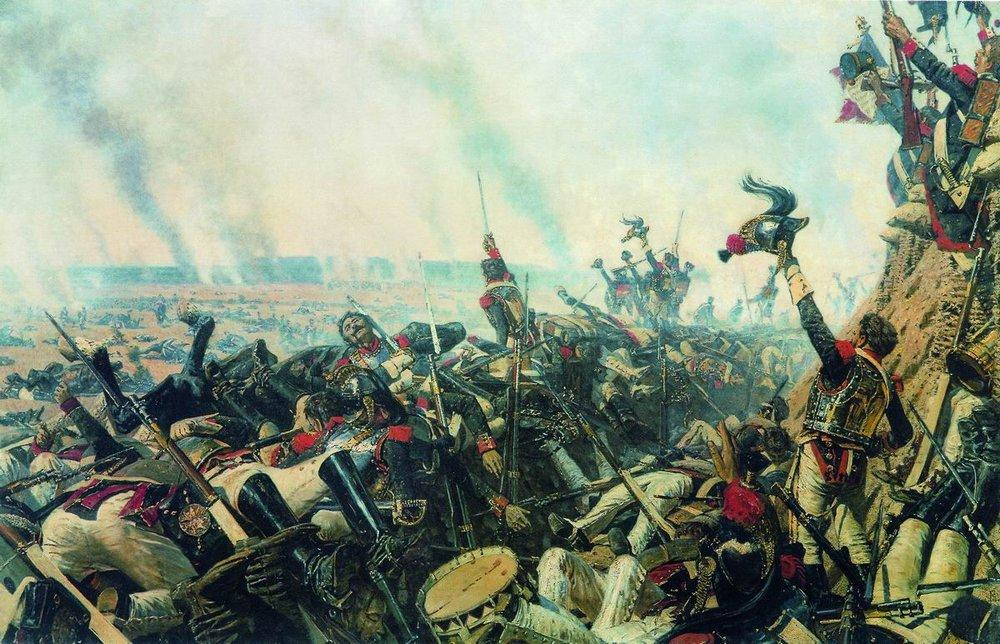
La fine della battaglia di Borodino (1899-1900)

Nel 1893 Vereščagin si stabilì a Mosca, dove completò la serie di tele dedicate alla campagna di Russia di Napoleone. Lo scopo dell'opera era quello di mostrare in immagini lo spirito nazionale russo ed il suo eroismo nella lotta contro l'invasore. Sembra che il pittore abbia tratto ispirazione dal grande romanzo Guerra e pace di Lev Tolstoj. In aggiunta ai dipinti, Vereščagin scrisse anche un libro per spiegarne il significato.
Il pittore si recò in Estremo Oriente nel corso della prima guerra sino-giapponese (1894-1895). Nel 1900 fu al fianco delle truppe russe in Manciuria nel corso della ribellione dei Boxer. L'anno seguente visitò le Filippine. Nel 1902 si recò negli Stati Uniti ed a Cuba, mentre nel 1903 vide il Giappone.
Durante la guerra russo-giapponese il pittore fu invitato dall'ammiraglio Stepan Makarov ad unirsi a bordo della nave da battaglia "Petropavlovsk". Il 13 aprile 1904 la Petropavlovsk urtò due mine giapponesi mentre tornava a Port Arthur. La nave affondò quasi istantaneamente. Oltre a Vereščagin, perirono Makarov ed i suoi collaboratori, 26 ufficiali e 652 marinai. L'ultimo lavoro del pittore, un dipinto raffigurante un consiglio di guerra presieduto da Makarov, fu recuperato quasi intatto.

## Memoria

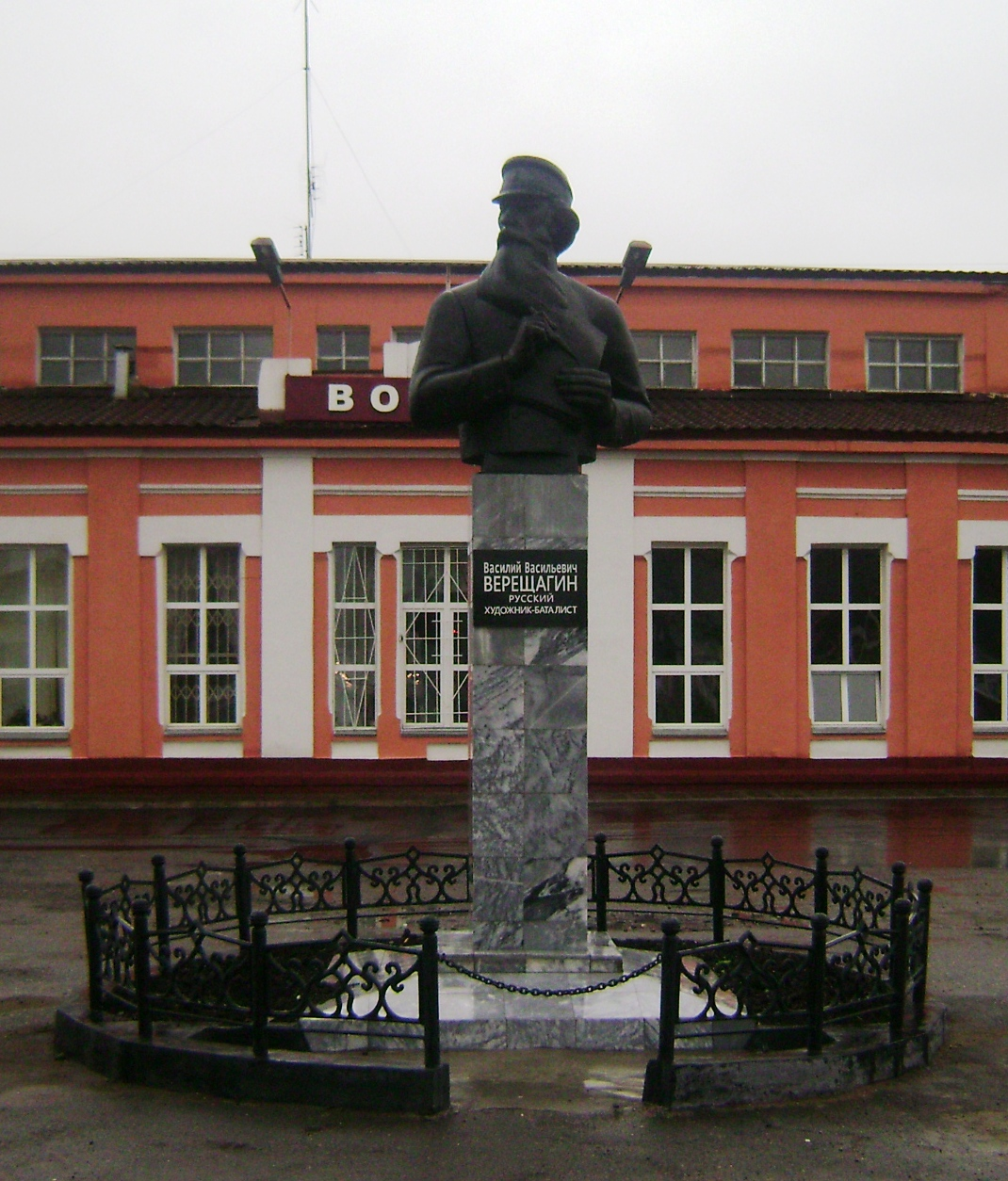
Busto a Vereščagino

Dopo la morte di Vereščagin una piccola cittadina del Governatorato di Perm', dalla cui stazione era transitato il pittore diretto in Siberia, fu ribattezzata Vereščagino in suo onore. Al pittore fu inoltre tributato omaggio nel 1978, quando l'astronoma sovietica Ljudmila Žuravlёva scoprì un asteroide della fascia principale a cui venne dato il nome di 3410 Vereshchagin.
Nella città natale del pittore, a Čerepovec, si trova la casa-museo a lui dedicata. Si tratta della casa in cui Vereščagin nacque nel 1842 e visse fino al 1850. La prima mostra fu inaugurata il 30 giugno 1984. Nella città ucraina di Mykolaïv si trova il museo d'arte a lui intitolato. Fu fondato nel 1914 e la sua prima collezione includeva opere trasferite da vari musei russi, nonché alcune donate dalla vedova del pittore, Lidija Andreevskaja.